# Vulcan, Brașov
Vulcan, mai demult Vâlcândorf (în dialectul săsesc Wulkendref, în germană Wolkendorf, în maghiară Volkány, Szászvolkány) este satul de reședință al comunei cu același nume din județul Brașov, Transilvania, România. Face parte din regiunea istorică Țara Bârsei. Deține depozite minerale de cărbune și lignit.

## Istoric
În secolul XIII este menționat pentru prima dată Vulcanul, care a evoluat ulterior către o comunitate bine închegată, în ciuda năvălirilor, bătăliilor, epidemiilor, emigrărilor (1907 în SUA), victimelor de război, ori deportărilor (1945 în URSS). Următoarea mențiune datează din 1377. De la 42 de proprietari de pământuri în 1510 satul a continuat să aibă din ce în ce mai mulți locuitori. 
Biserica în stil romanic datează din secolul XIII, de atunci păstrându-se doar fundațiile și intrarea. Distrusă în urmă năvălirilor turcești din 1421 și 1432 biserica a fost reconstruită în stil gotic și fortificată în 1521. În 1529 Petru Rareș intră în Țara Bârsei trecând și prin Vulcan. Pe aici trece și Mihai Viteazul, în 1599, când poposeștele cu armatele sale la Bran și Vulcan, iar în 1603, Radu Șerban. După distrugerea așezării în 1611, de către armatele lui Gabriel Bathory (supraviețuitori: 5-6 persoane, plus 300 refugiați în alte părți), Vulcanul a fost reconstruit din temelii. Refacerea cetății a început la 1632, iar a bisericii la 1665. Clopotnița a fost terminată în 1794 iar în 1808 vechea primărie. În 1833 a fost renovată cetatea.
Secolul XIX a adus o serie de facilități orașului: clădiri administrative, școli, mori, abatoare, fabrică de electricitate etc. În 1908 a fost construită rețeaua de apă. În 1928 a apărut primul săptămânal local.
În 2004, din Vulcan s-a desprins satul Holbav, acesta din urmă formând o nouă comună.

## Demografie
În 1510 sunt menționați 42 de proprietari de pământ printre care și un român. În 1722 sunt consemnate 51 familii de sași și 7 de români, iar în 1814 749 sași (69.4%) și 330 români. Numărul acestora crește la 933 sași (59.6%), 538 români, și 96 alte etnii în 1890. Recensământul din 1930 consemnează 1.238 sași, 1.024 români, 317 alte etnii. După 1945 populația comunei a scăzut drastic, datorită condițiilor vitrege la care au fost supuși sașii, chiaburii și cei care nu doreau colectivizarea. În 2002 comuna (din care făcea parte și Holbavul) număra 5.640 de locuitori.

## Turism
Biserica fortificată din sat cuprinde în plan o navă rectangulară, acoperită cu planșee din lemn caselat, și are alipit pe latura vestică turnul-clopotniță masiv, cu cinci etaje. Apareiajul turnului este făcut în asize. Acoperișul bisericii este etajat, cu ferestre oblonite pe toate laturile.

## Personalități
- Michael Goldschmidt, (n. 1605) jude al orașului Brașov
- Thomas Schabel, Autorul celei mai vechi cronici a Vulcanului. În 1792 a reușit să convingă administrația comunei să construiască turnul-clopotniță terminat în 2 ani (1793-94). În 1789 înființează bursa „Schabel Legat”. Sunt finanțați copii talentați, provenind din familii sărace, pentru a putea merge la gimnaziul lui Honterus din Brașov.
- Johann Ludwig, (n. 12 august 1851), judele Vulcanului între 1887-89 și 1893-1904
- Martin Thies, (n. 1 octombrie 1881 - d. 13 septembrie 1940),muzician și compozitor (peste 100 de compoziții pentru orchestre cu instrumente de suflat), absolvent al Conservatorului din Viena.
- Christian W. Schenk, (n. 11 noiembrie 1951) - Colonia 1 Mai -, scriitor,poet, eseist bilingv, cetățean de onoare al orașului universitar Cluj, studii și promoție în Mainz (Germania) la universitatea Johannes Gutenberg, actualmente domiciliat în Boppard pe Rin.

## Imagini

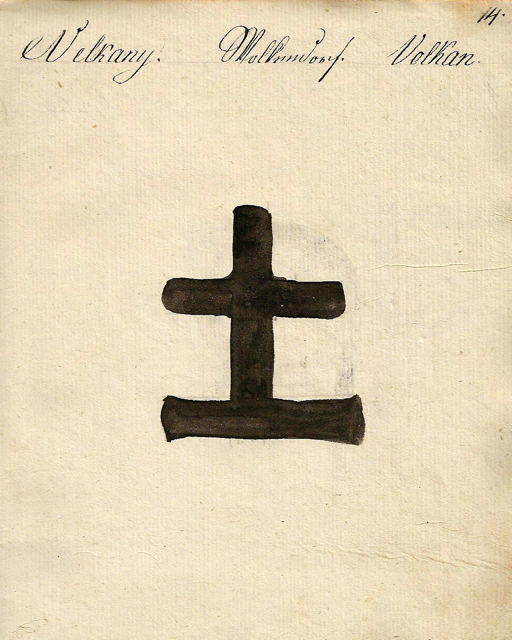
1826 - Danga pentru vitele din Vulcan
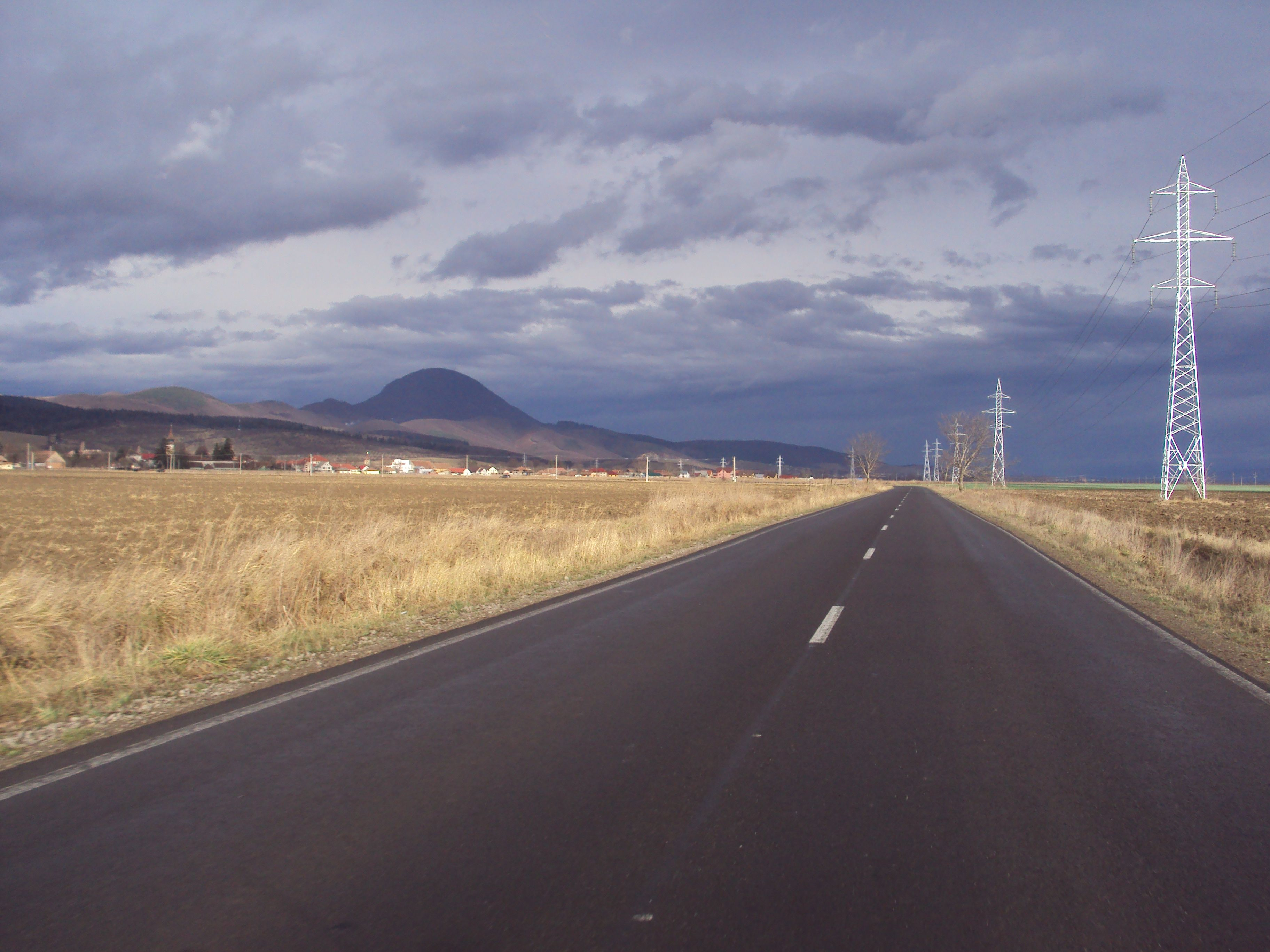
Drumul spre satul Vulcan
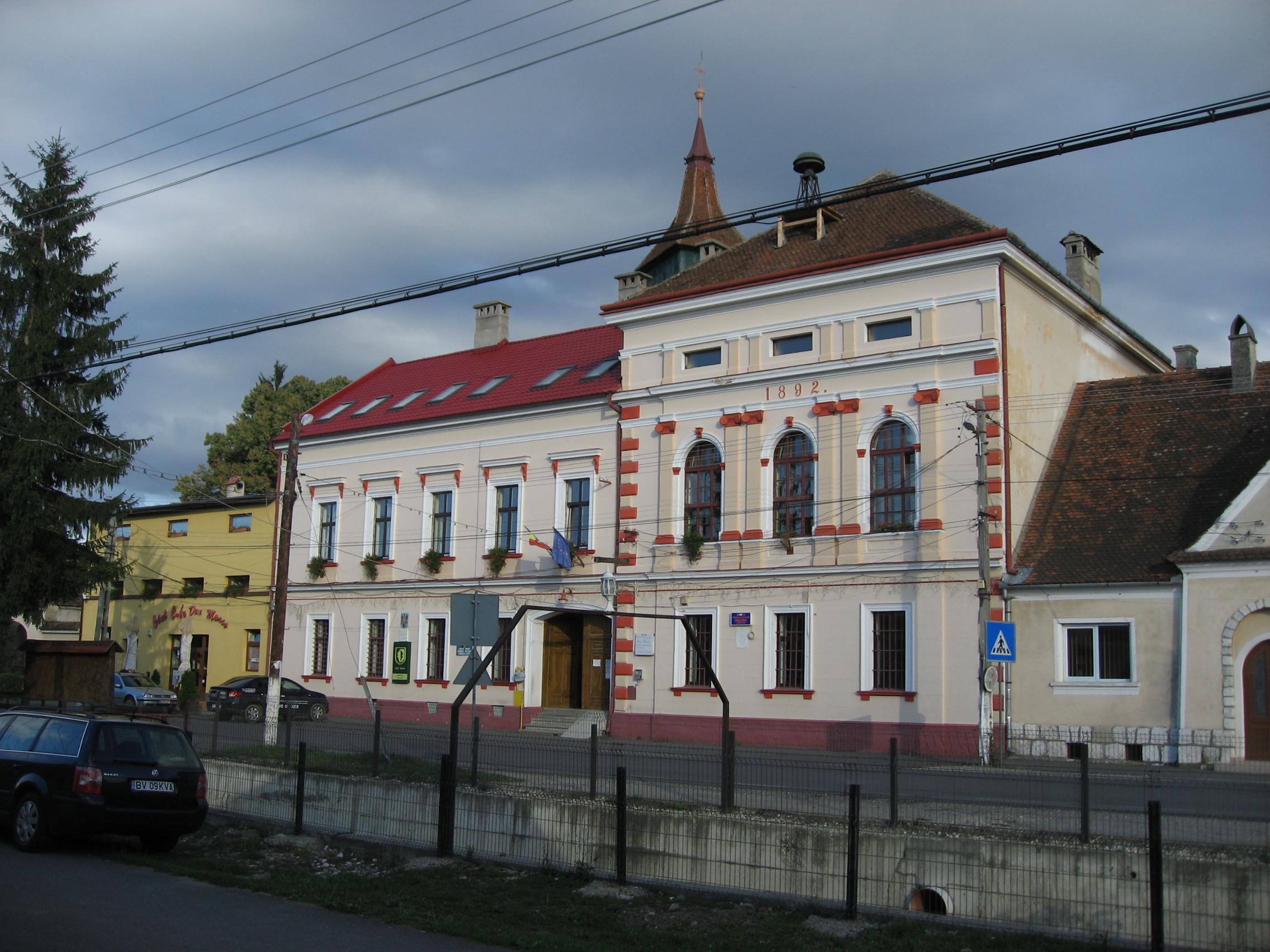
Primăria
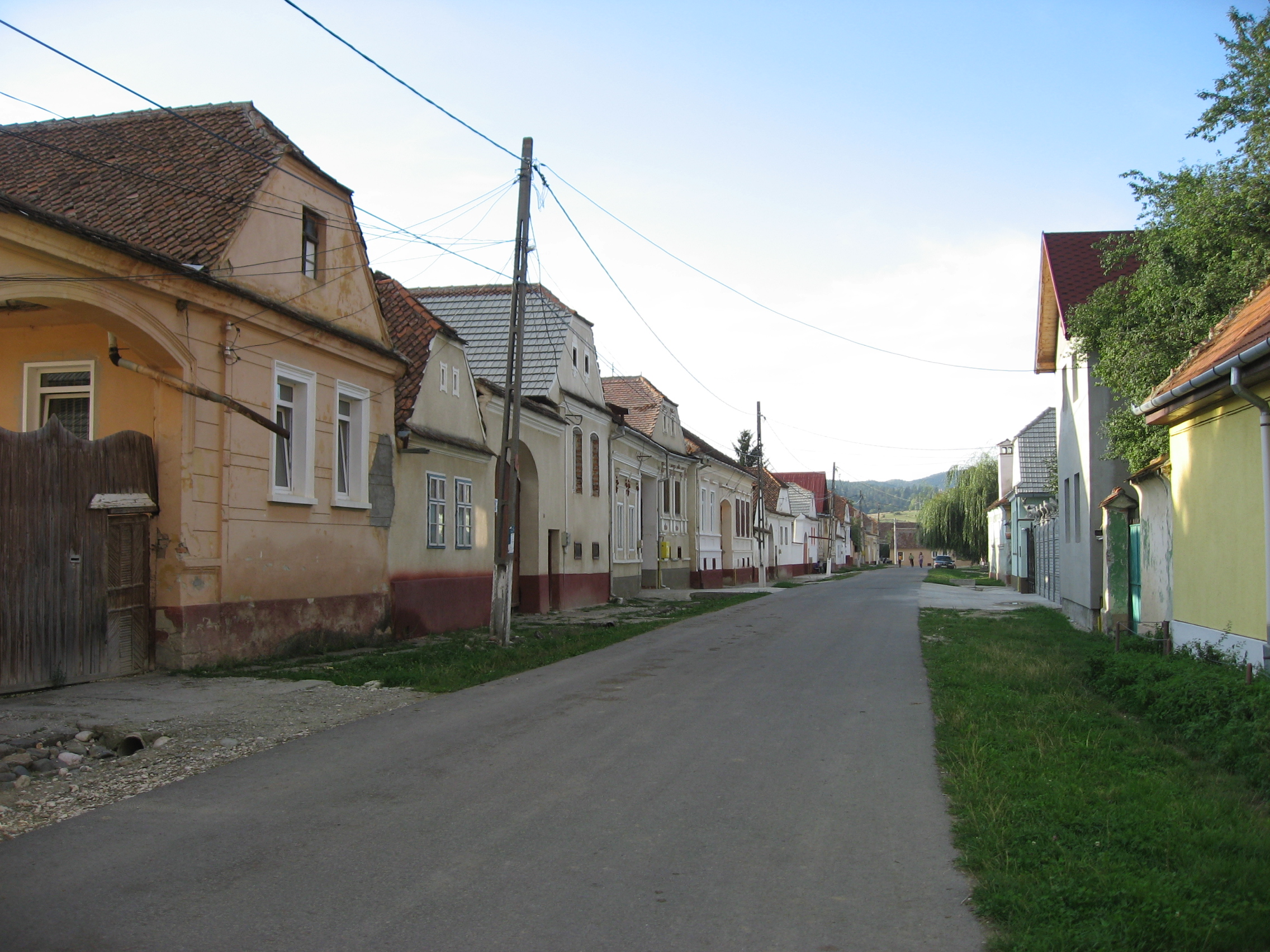
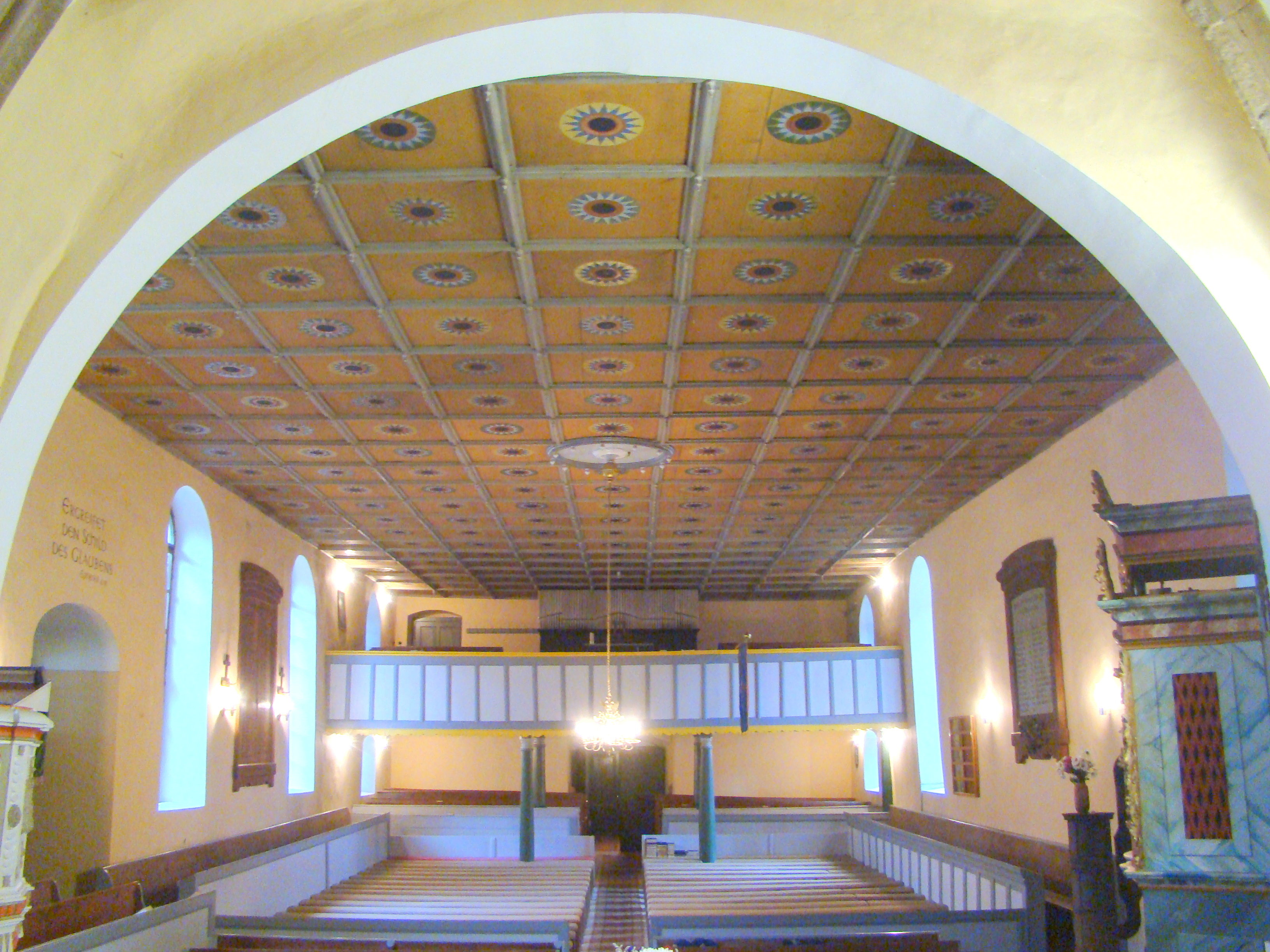
Biserica evanghelică (monument istoric)
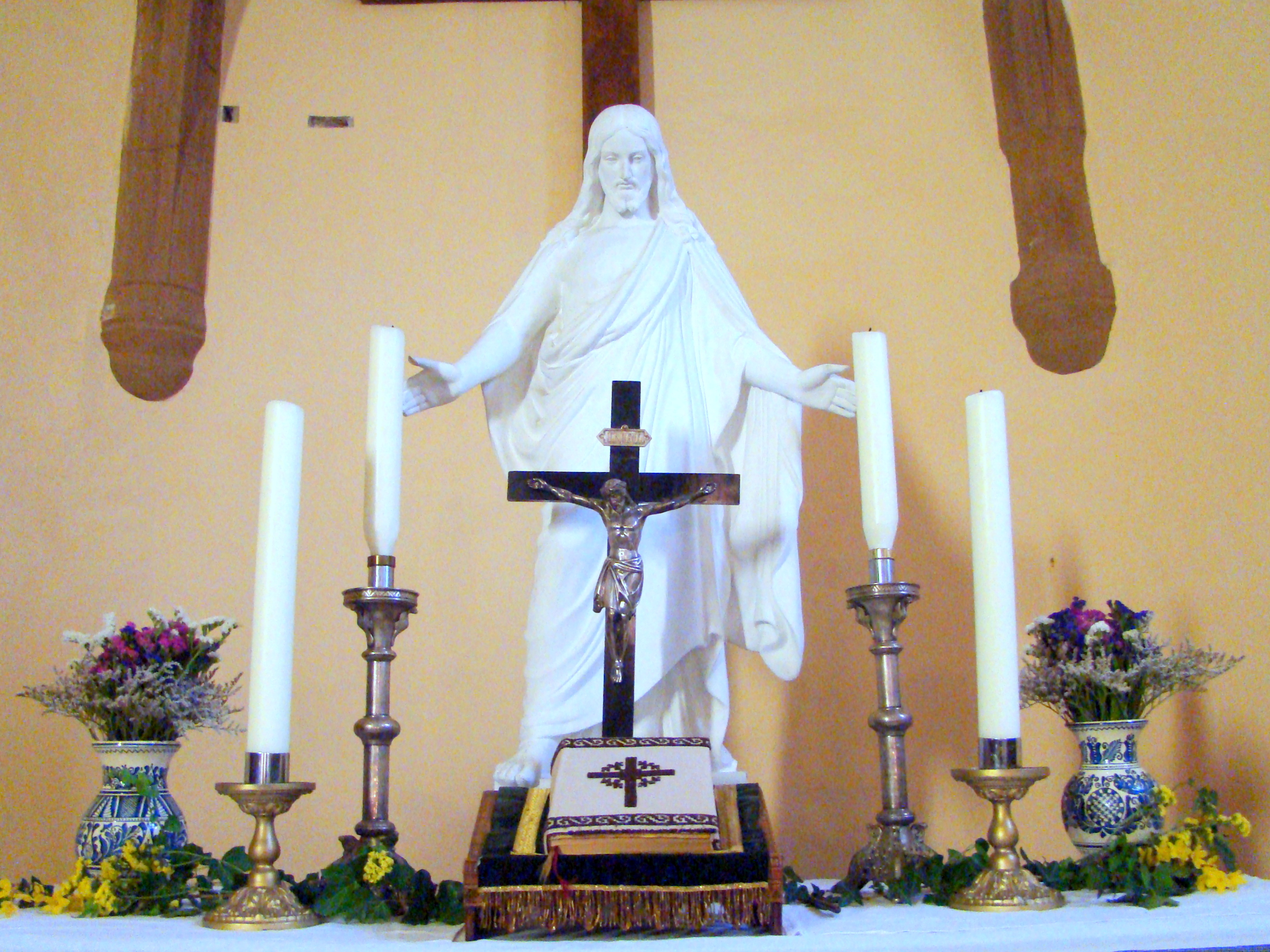
Altarul bisericii evanghelice
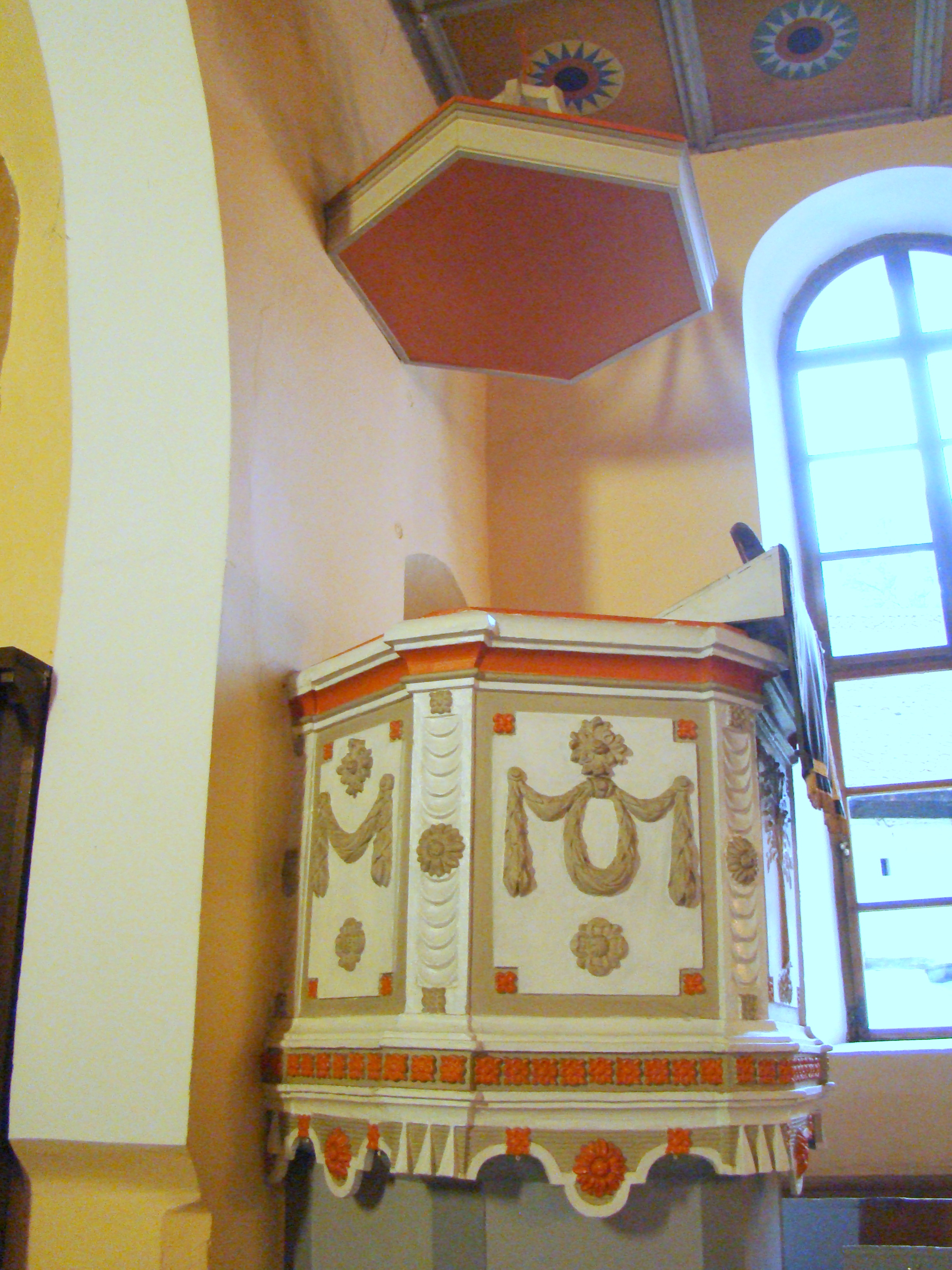
Amvonul
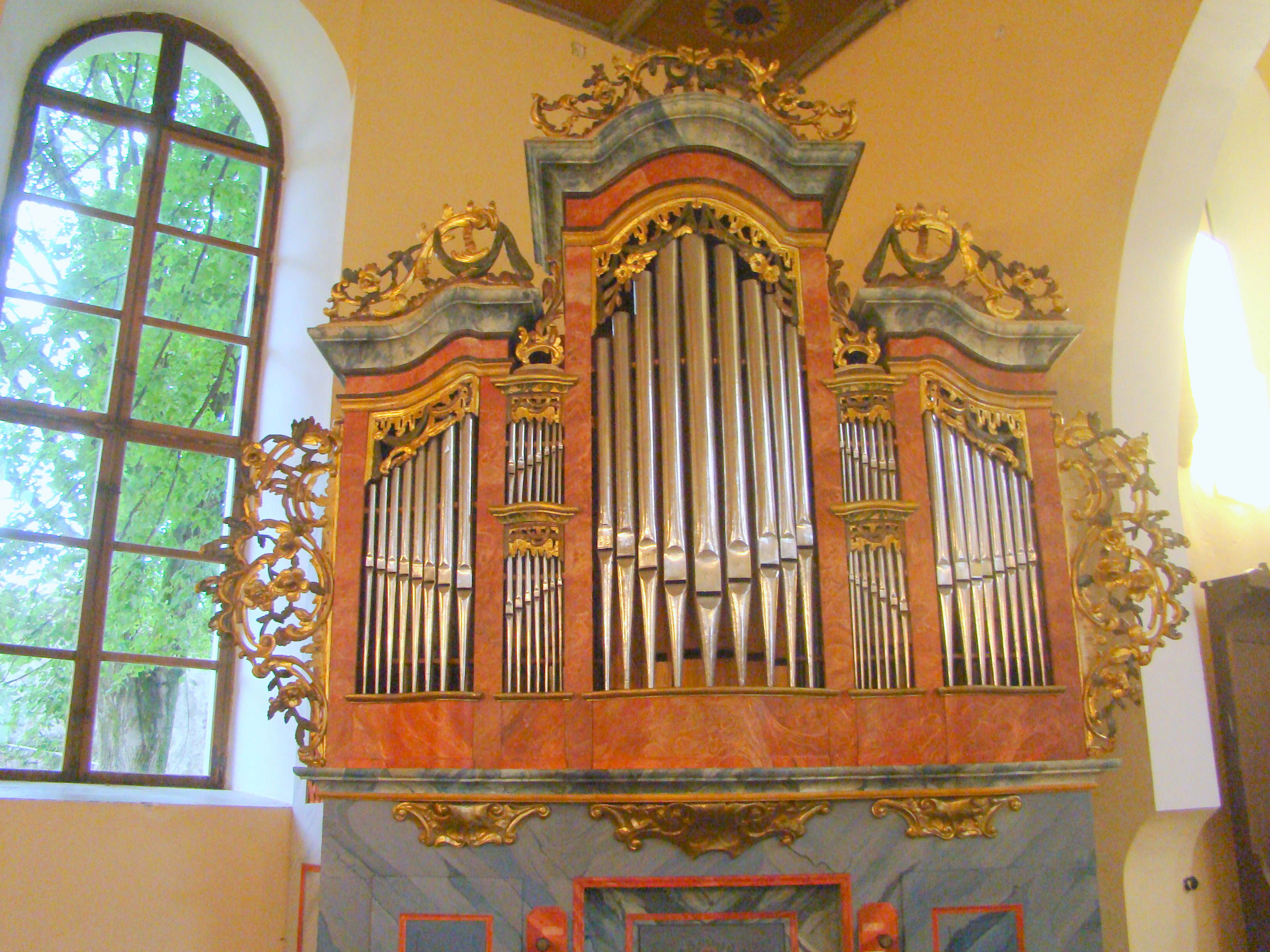
Orga bisericii construită de Johannes Prause în anul 1787
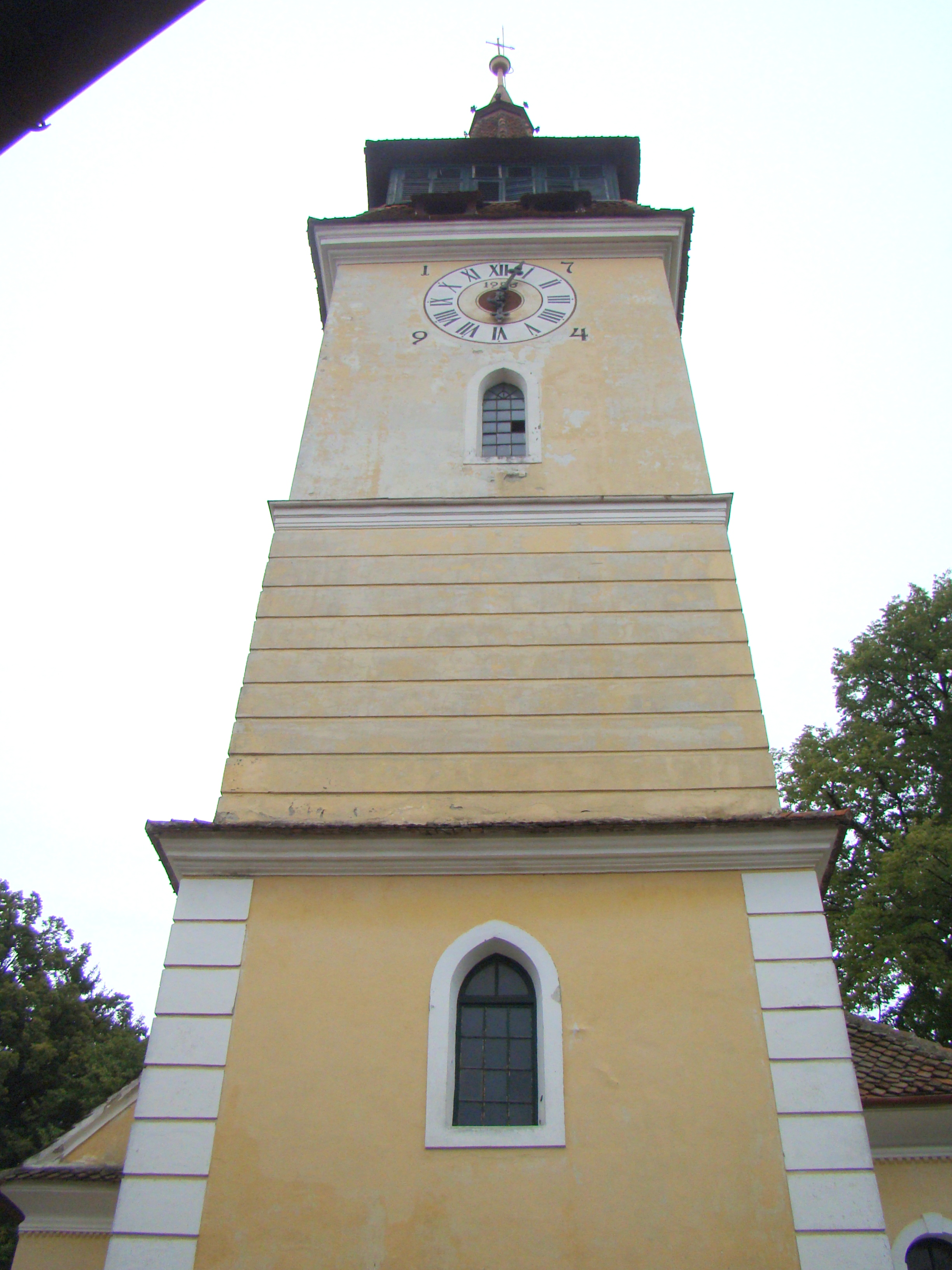
Turnul-clopotniță
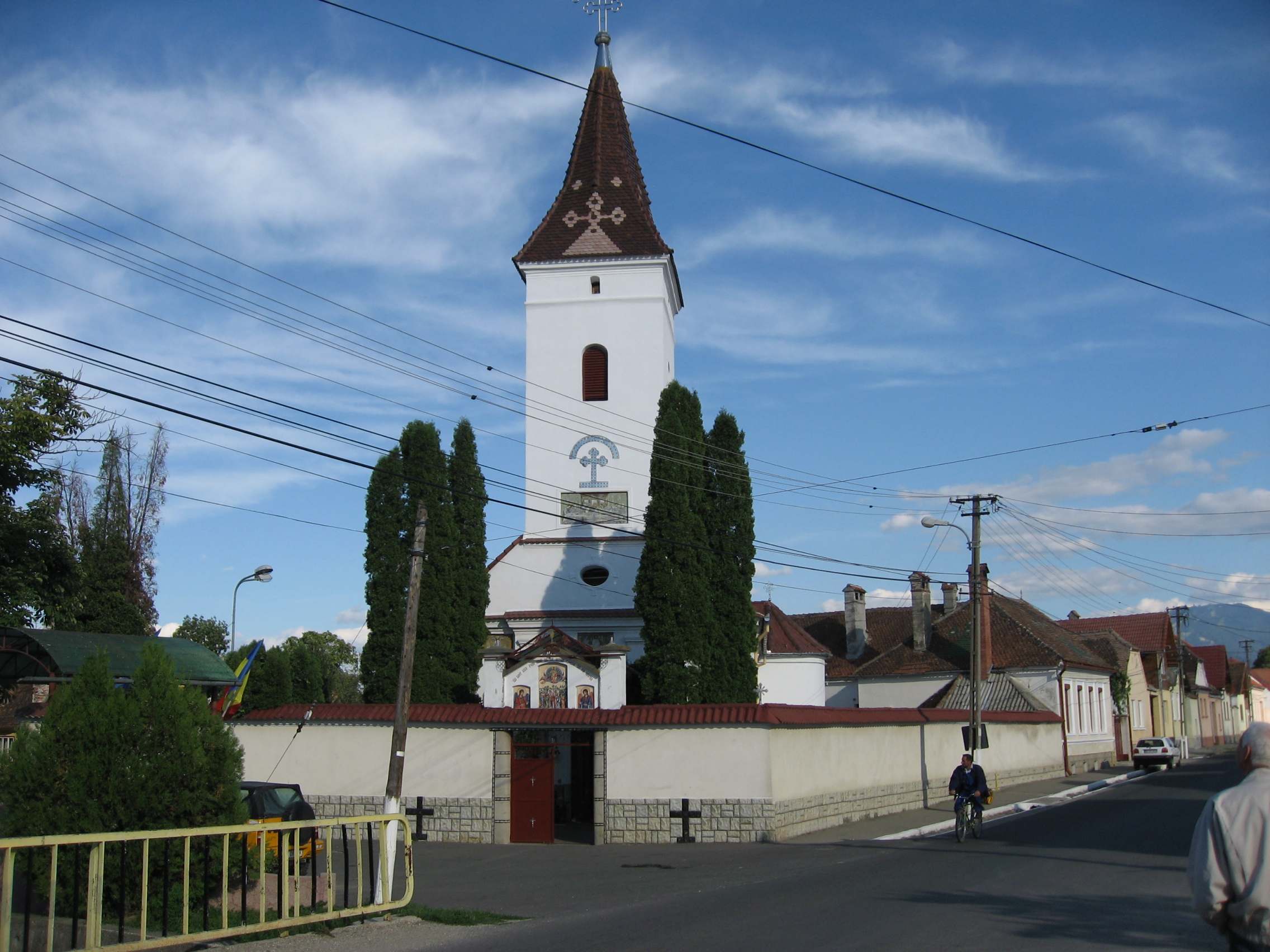
Biserica ortodoxă
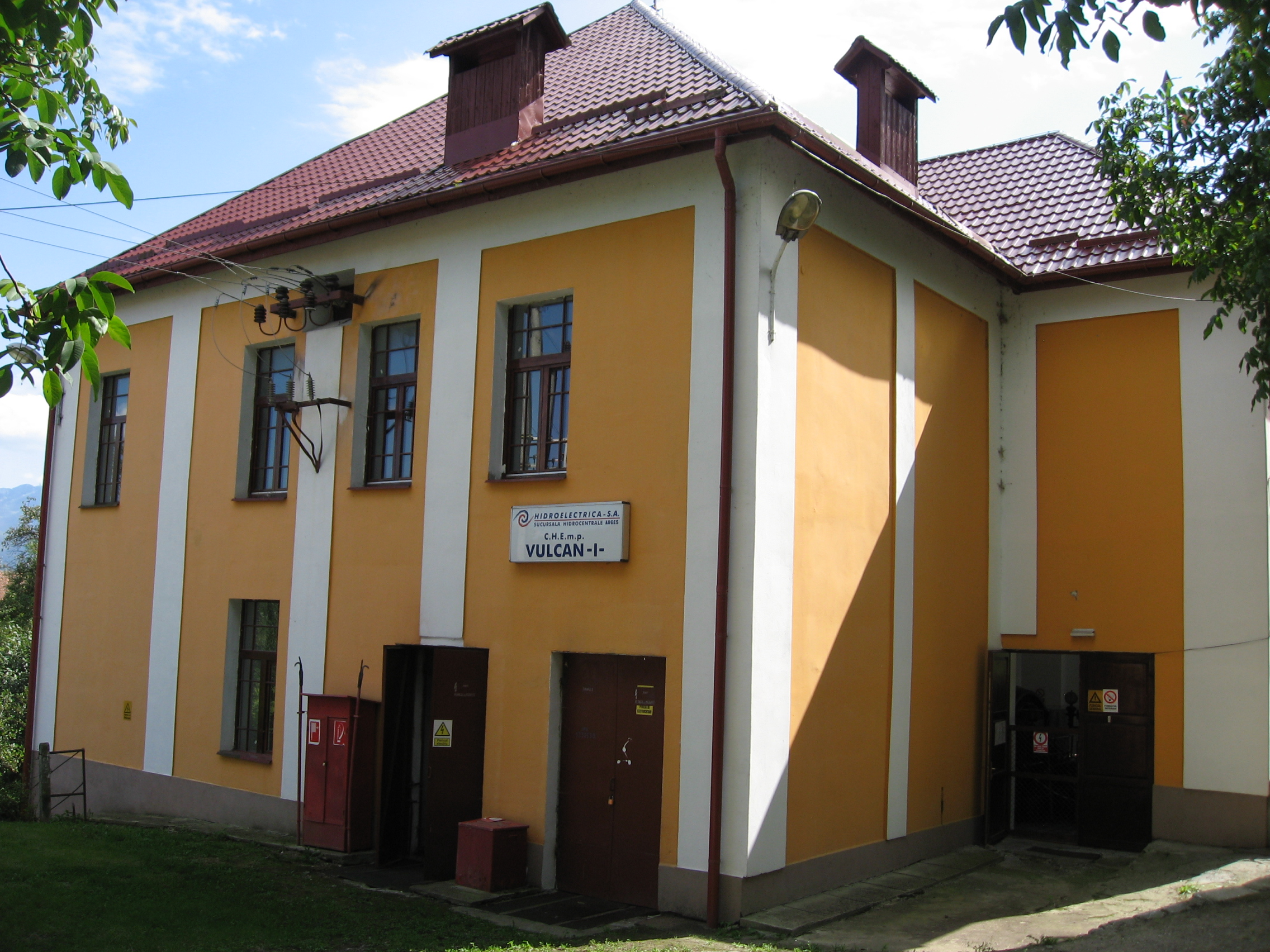
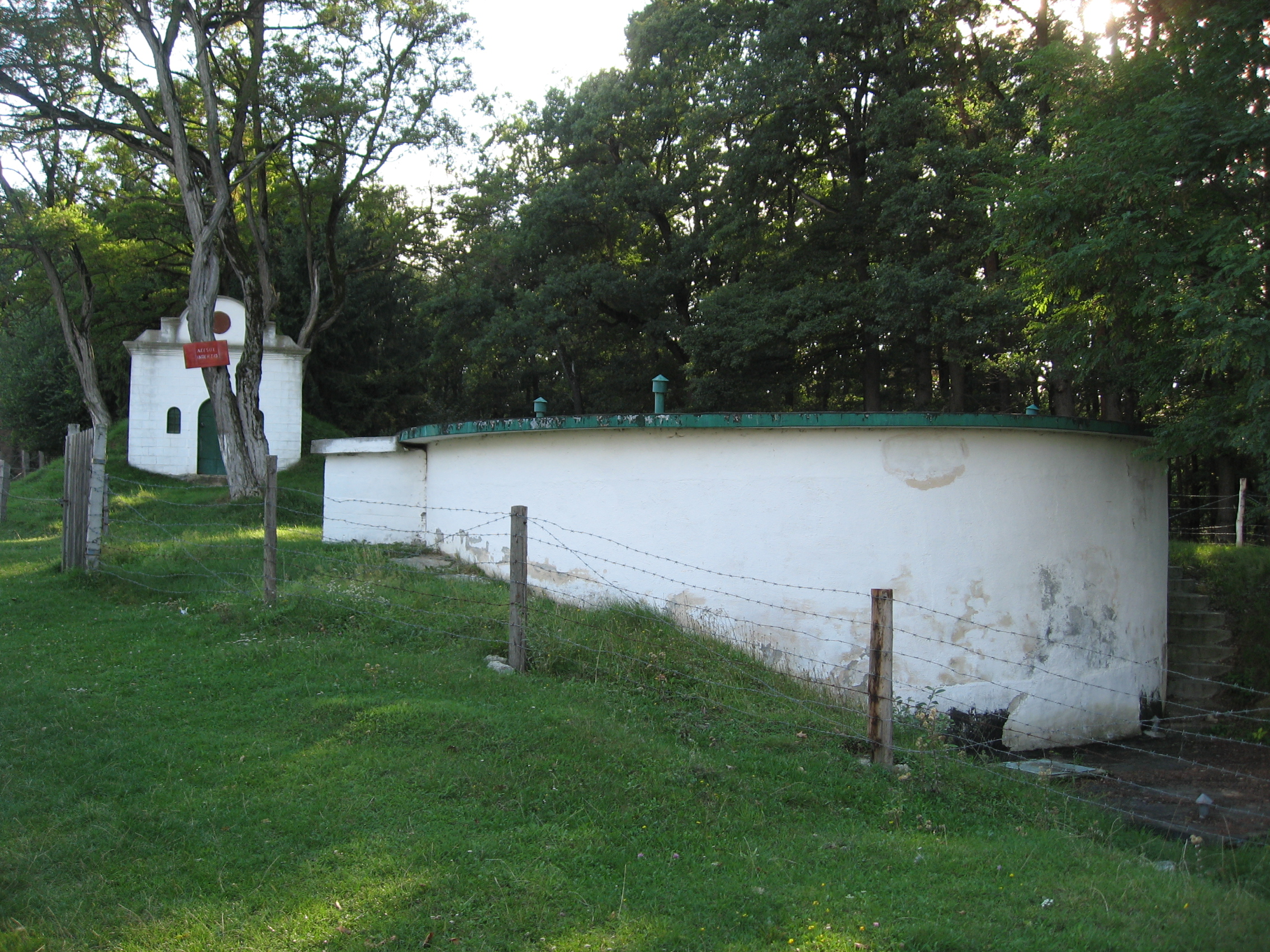